# Linea Oeste
La linea Oeste (in italiano: linea Ovest), anche nota come linea 2-Verde, è la seconda linea metropolitana della città di Fortaleza. È lunga 19,5 km con 15 stazioni, di cui 2 sotterranee e le restanti in superficie.

## Storia
La linea Oeste nasce dall'ammodernamento di una vecchia linea di treni suburbani. I lavori iniziarono nel 2010 quando la Metrofor investì R$ 125 milioni per l'ammodernamento della linea, la ristrutturazione delle stazioni e dei treni. La linea venne integrata nella rete della metropolitana nel 2014, continuando ad operare come servizio suburbano, in attesa del completamento delle nuove cinque stazioni intermedie previste, che una volta aperte, garantiranno un aumento di frequenze per offrire un servizio di metropolitana vero e proprio. Nonostante i piani, al 2018, la costruzione delle stazioni previste non era ancora iniziata.

## Stazioni
Nell'elenco che segue, a fianco ad ogni stazione, sono indicati i servizi presenti e gli eventuali interscambi ferroviari:
| Caucaia                           | 2014 | Leste * Sul |
| Parque Soledade                   | 2014 | Leste *     |
| Nova Metrópole                    | 2014 |             |
| Araturi                           | 2014 |             |
| Jurema                            | 2014 |             |
| Conjunto Ceará                    | 2014 |             |
| Parque Albano                     | 2014 |             |
| São Miguel                        | 2014 |             |
| Antônio Bezerra                   | 2014 |             |
| Parque Andrade                    | 2014 |             |
| Floresta                          | 2014 |             |
| Alvaro Weyne                      | 2014 |             |
| Francisco Sá                      | 2014 |             |
| Tiról                             | 2014 |             |
| Central/Xico da Silva             | 2014 |             |
| * Interscambio previsto in futuro |      |             |